# Deslanósido
El deslanósido (nombre comercial Cedilánido en Brasil) es un glucósido cardíaco, un tipo de medicamento que se puede utilizar en el tratamiento de la insuficiencia cardíaca congestiva y arritmia cardíaca (latidos cardíacos irregulares). Se encuentra en las hojas de Digitalis lanata.